# Forro Zinho - Forro in The Dark Plays Zorn

Forro Zinho - Forro in The Dark Plays Zorn est un album de compositions de John Zorn jouées par le groupe Forro in the Dark augmenté de Jesse Harris, Sofia Rei et Marcos Valle au chant. Sur les 11 compositions, 2 sont originales. Les autres sont des reprises de pièces enregistrées auparavant sur d'autres albums de John Zorn. Forro in the Dark est un groupe new yorkais qui joue une musique traditionnelle du Brésil, le forró, mélangé avec des influences jazz, rock, folk. 

Les titres proviennent des albums suivants : Uluwati (The Dreamers); Novato (Alhambra Love Songs); Forro Zinho (original); Life Is Real Only Then When "I Am" (The Concealed); Shaolin Bossa (Filmworks XII: Three Documentaries); Sunset Surfer (Radio); Zavebe (Ipos: Book of Angels Volume 14); Ode to Delphi (The Goddess-Music for the Ancient of Days); Tempo de Festa (original); Annabel (Filmworks XXIV: The Nobel Prizewinner); The Quiet Surf (The Gift).

## Titres
| No  | Titre                              | Durée |
| --- | ---------------------------------- | ----- |
| 1.  | Uluwati                            | 3:31  |
| 2.  | Novato                             | 3:42  |
| 3.  | Forro Zinho                        | 5:03  |
| 4.  | Life is Real only Then When “I Am” | 2:46  |
| 5.  | Shaolin Bossa                      | 3:21  |
| 6.  | Sunset Surfer                      | 3:13  |
| 7.  | Zavebe                             | 4:44  |
| 8.  | Ode to Delphi                      | 4:28  |
| 9.  | Tempo de Festa                     | 4:36  |
| 10. | Annabel                            | 2:01  |
| 11. | The Quiet Surf                     | 3:13  |

## Personnel
- Jesse Harris - voix (8), sifflement (4)
- Jorge Continentino - pífanos, flutes, voix, sax ténor et baryton
- Vitor Gonçalves - accordéon (2, 3, 9)
- Rea Mochiach - basse, percussion, Fun Machine
- Guilherme Monteiro - guitare électrique
- Mauro Refosco - zabumba, vibraphone, drum machine, percussion
- Sofia Rei - voix (8, 11)
- Marcos Valle - voix, Wurlitzer (5)